# Salón del Automóvil de Vigo

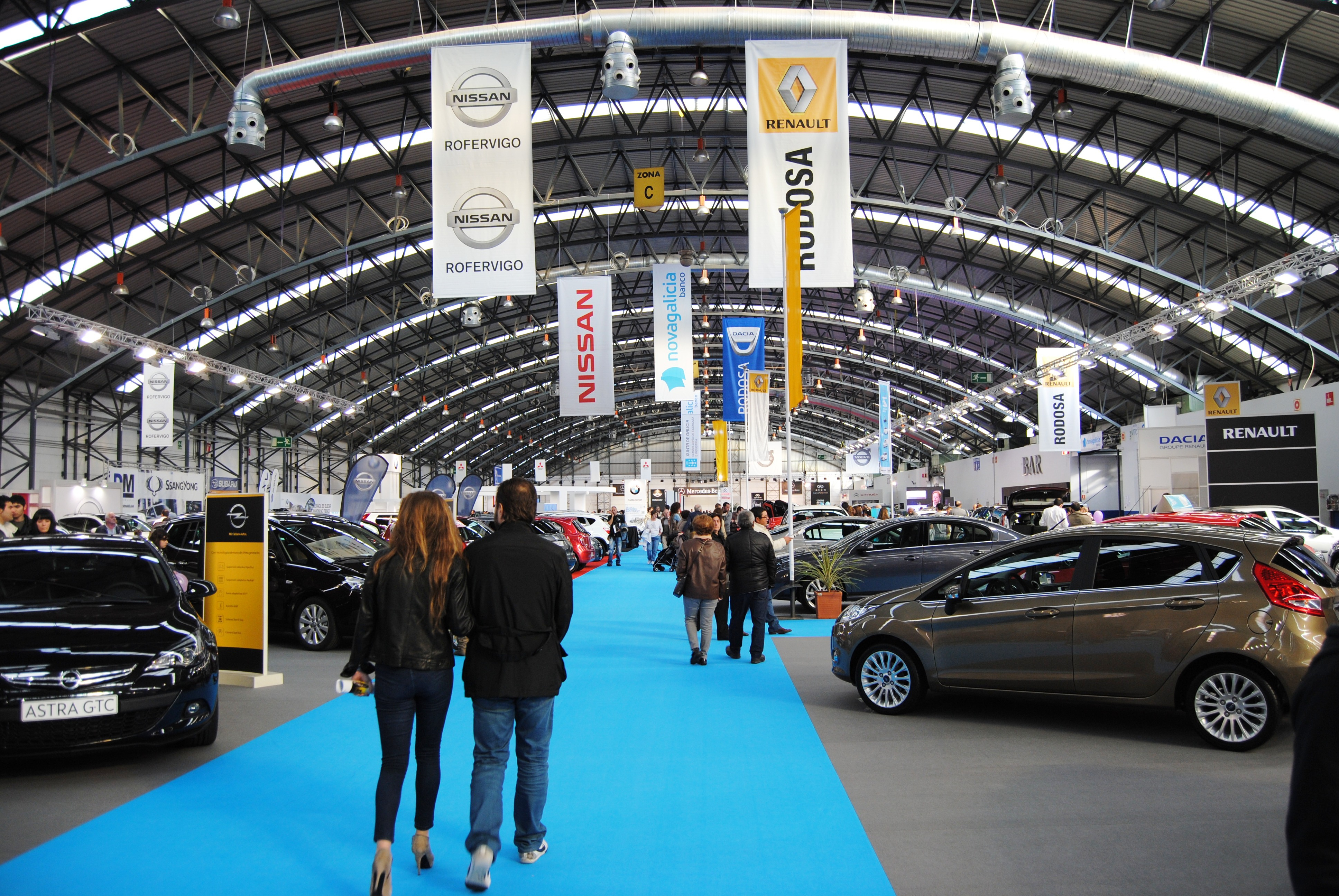
XXI Salón del Automóvil, 2012.

El Salón del Automóvil de Vigo es un evento expositivo comercial anual, del mundo del motor, que se celebra en primavera en el Instituto Ferial de Vigo, desde el año 1992, siendo así el segundo certamen en activo más antiguo de España, solo por la detrás del Salón del Automóvil de la Fira de Barcelona.

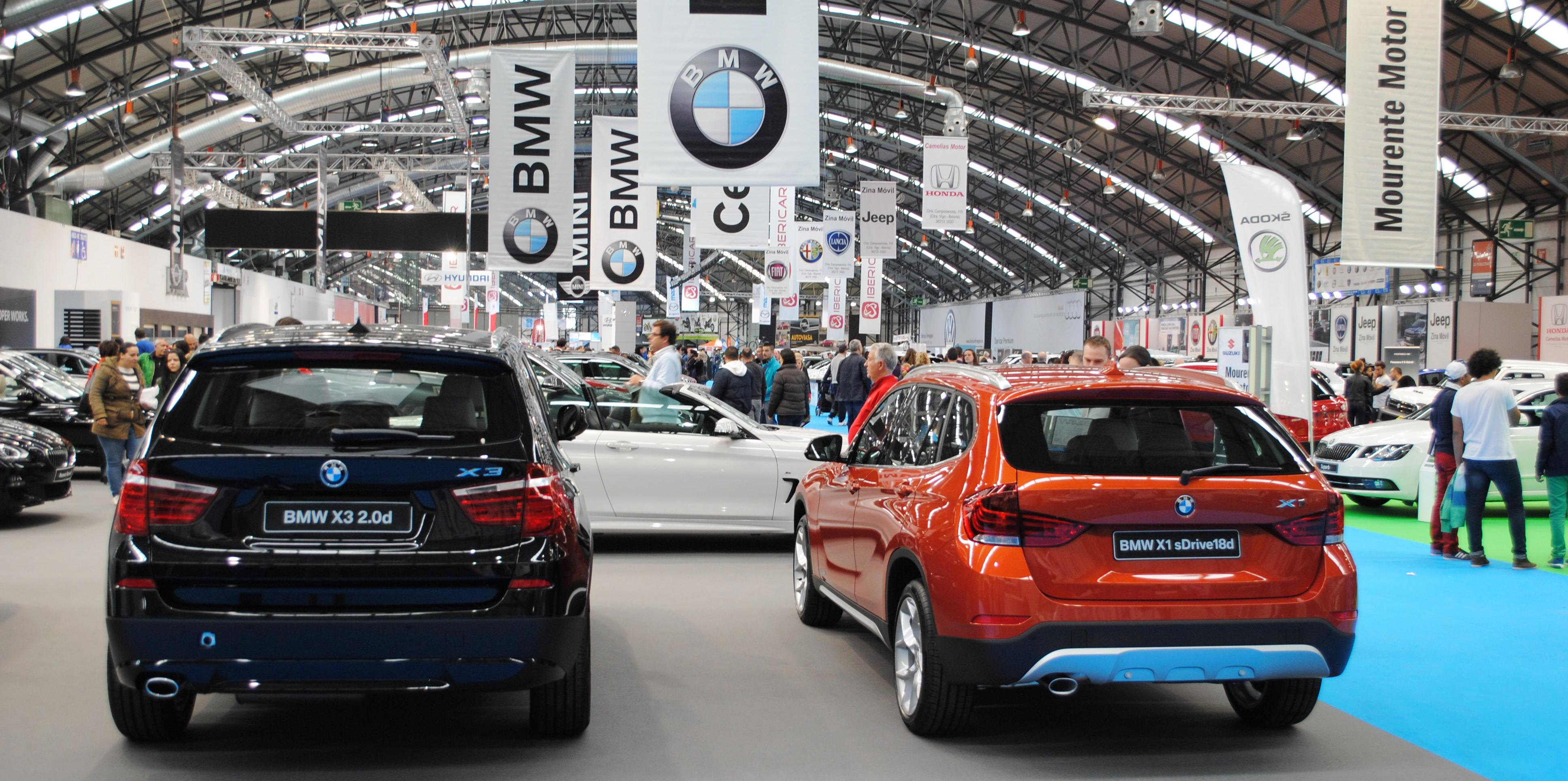
XXIII Salón del Automóvil, 2014.

## Actividades
El Salón de Vigo consta de varias actividades, principalmente, la exposición comercial y venta de vehículos de dos y cuatro ruedas de la mayoría de las marcas, desde turismos hasta caravanas y autocaravanas, e incluso pequeñas embarcaciones, que incluye a veces presentaciones de algunos modelos nuevos. En 2011 esta exposición tuvo a su servicio 25.000 m² repartidos en los pabellones.
Suelen exponerse, también, coches y motocicletas antiguas (Retro Salón).
En los años 2007-2010 se hizo en otro pabellón del IFEVI una demostración deportiva indoor llamada RacingShow, en la que compitieron varios pilotos de rally, de los campeonatos gallego, español y portugués, y de vez en cuando alguna estrella internacional, como fue el caso de Juha Kankkunen, Didier Auriol, Miki Biasion o Timo Salonen.
En ocasiones también se hacen demostraciones de karting en el exterior del recinto.

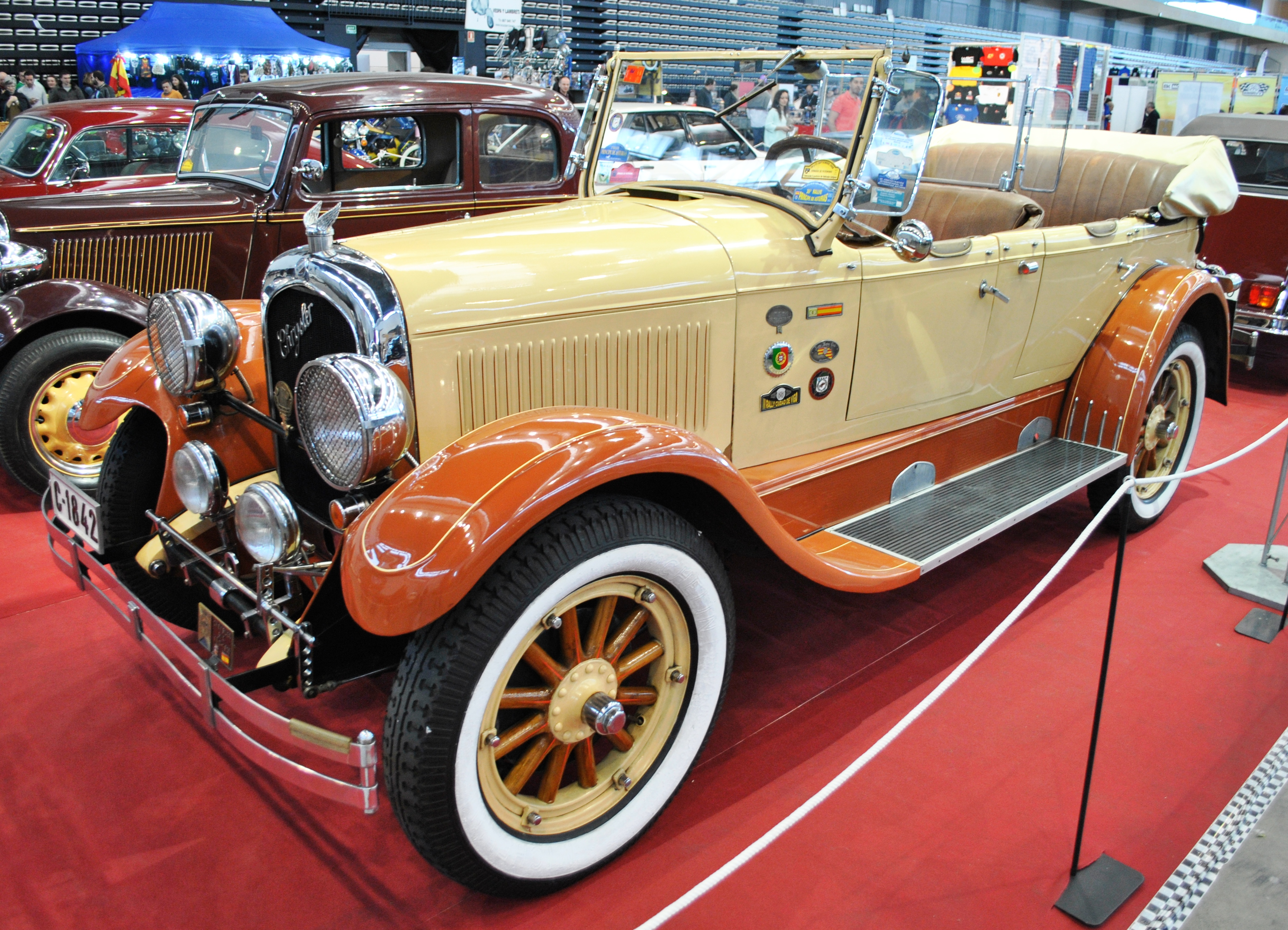
Retro Auto&Moto Galicia 2015, Chrysler B70, 1926.

Desde el año 2015 se hizo coincidir, durante tres días, con el V Retro Auto&Moto Galicia (evento monográfico sobre vehículos y motos clásicas y de época), que en las cuatro ediciones anteriores se había celebrado en Santiago de Compostela.